# Měšín
Měšín település Csehországban, a Jihlavai járásban. Měšín Jamné, Ždírec, Jihlava, Velký Beranov és Střítež településekkel határos. Lakosainak száma 271 fő (2024. január 1.).

## Népesség
A település lakosságának változását az alábbi diagram mutatja:
| Lakosok száma | 247  | 265  | 263  | 160  | 152  | 229  | 241  | 276  | 266  | 271  |
|               | 1869 | 1900 | 1921 | 1961 | 1980 | 2011 | 2016 | 2019 | 2021 | 2024 |